# Rocky Hill (Connecticut)
Rocky Hill város az USA Connecticut államában, Hartford megyében. Lakosainak száma 20 845 fő (2020. április 1.).

## Népesség
A település népességének változása:

| 2010 | 19 709 |
| 2020 | 20 845 |